# Grind (singel)
Grind – pierwszy singel amerykańskiego zespołu muzycznego Alice in Chains, promujący opublikowany w listopadzie 1995 trzeci album studyjny Alice in Chains. Utwór został zamieszczony na pierwszej pozycji, czas trwania wynosi 4 minuty i 45 sekund, co sprawia, że jest on jedną z krótszych kompozycji wchodzących w skład płyty. Autorem tekstu i kompozytorem jest Jerry Cantrell.
W Stanach Zjednoczonych singel został wydany 6 października. W Europie ukazał się w rozszerzonych wersjach. W 1996 „Grind” został wyróżniony nominacją do nagrody Grammy w kategorii Best Hard Rock Performance.

## Analiza

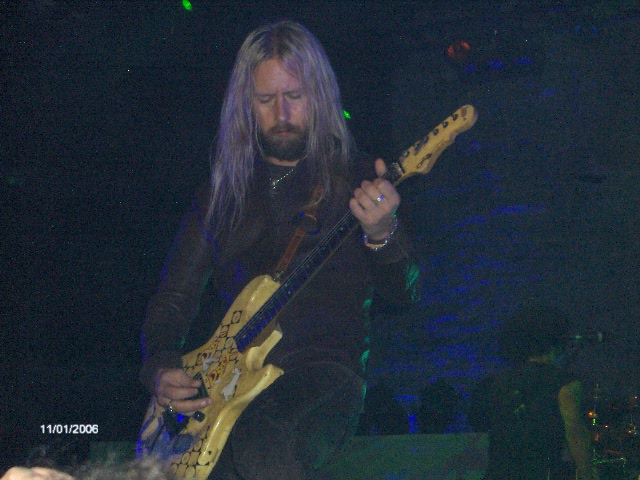
„Grind” został skomponowany przez Cantrella na wczesnym etapie prac

Autorem tekstu jest Jerry Cantrell. Wers: „In the darkest hole/You’d be well advised not to plan my funeral before the body dies”, odnosi się do sytuacji, w której członkowie zespołu byli poddawani różnego rodzaju spekulacjom ze strony prasy. W notatce dołączonej do kompilacyjnego box setu Music Bank (1999) Cantrell wypowiedział się na temat utworu: „Piosenka odnosi się do całej tej sytuacji jaka powstała wokół nas w tamtym czasie. Odwoływanie tras koncertowych, wewnętrzne problemy. Tworzyły się na nasz temat różnego rodzaju plotki, które dochodziły także do nas. Wiele razy słyszałem, że jestem martwy, tak samo było w przypadku Layne’a [Staleya]. Dodatkowo często mówiono, że stracił on swoje palce albo nogi. Więc jest to kolejny utwór, by móc powiedzieć: «pie**ol się, zanim coś powiesz o moim życiu». Często mieliśmy takie sytuacje, że dzwonili do nas z radia i mówili: «hej Layne, radio w Nowym Jorku mówi, że straciłeś dwa palce», naprawdę? świetnie”.
Utwór „Grind” skomponowany jest w niskim strojeniu E, obniżonym o pół tonu w dół, według standardowego schematu Eb-Ab-Bb-Eb-Db-Gb. Kompozycja zaczyna się od mocnego, zbudowanego na prostej konstrukcji migoczącego i drżącego gitarowego riffu palm muting, uzyskanego z efektu wah-wah, połączonego z solówką. Dla partii gitary rytmicznej, Cantrell odgrywa akordy na pierwszym progu, które następnie są przesuwane do czwartego. Solo gitarowe muzyk skomponował podczas wczesnych prac nad wersją demo utworu w swoim domu. „Pierwotnie zrobiliśmy ten numer u mnie; piliśmy i jammowaliśmy, mając przy tym dobry czas. Nie mam pojęcia co tak naprawdę grałem, musiałem nauczyć się tego na nowo. Próbowałem odtworzyć solo kiedy przybyliśmy do studia (…) Chłopaki przekonali mnie, że to pasuje do utworu” – wspominał. Partia solowa kończy się wysokim szeregiem harmonicznym na czwartym progu struny G. Muzyk przyznał, że główny riff został wymyślony przez niego, Mike’a Ineza i Seana Kinneya.
„Grind” śpiewany jest przez Cantrella i dołączający się w zwrotkach zniekształcony wokal Staleya, którego efekt udało się uzyskać poprzez mikrofon Turner Crystal z 1932, który Toby Wright kupił w lombardzie za 10 dolarów.

## Teledysk
Teledysk został zrealizowany w dniach 8–9 października 1995 w Hollywood National Studios. Animowane sekwencje nagrywane były od 11 do 21 października. Reżyserem został Rocky Schenck, który wspomniał: „To nie była łatwa realizacja. Layne nie był w dobrej formie w tym czasie, i trudno było go namówić by przyszedł na plan odegrać swoje sceny. Ale kiedy w końcu się pojawiał, był hipnotyzujący i niezapomniany”. W wideoklipie wystąpiła suczka imieniem Sunshine, której zdjęcie zostało wykorzystane na okładce albumu. Premiera wideoklipu odbyła się 12 listopada w programie MTV 120 Minutes.
Teledysk dostępny jest na płycie kompilacyjnej Music Bank: The Videos (1999).

## Wydanie
Demo utworu wyciekło do radia w trakcie prac nad albumem w studiu, gdzie emitowane było w głównych rozgłośniach. 6 października wytwórnia Columbia opublikowała studyjną wersję kompozycji. W wydaniach europejskich, singel ukazał się w rozszerzonych wersjach.
„Grind” w późniejszym czasie znalazł się na czterech kompilacyjnych płytach – Nothing Safe: Best of the Box (1999), Music Bank (1999), Greatest Hits (2001) oraz The Essential Alice in Chains (2006).

## Odbiór

### Krytyczny
Larry Flick z tygodnika „Billboard” napisał: „Otwierający, atakujący dudnieniem gitarowych riffów z zaskakującą harmonizacją wokalną, Alice in Chains miele się na kolejnego zwycięzcę nowoczesnego rockowego radia”. Terry Pettinger z magazynu „Circus” podkreślił, że „Mike Inez na basie i perkusista Sean Kinney kontrolują ciężkie, powolne tempo, tworząc napięty rytm, który utrzymywany jest przez cały album”. Recenzent Jon Wiederhorn z dwutygodnika „Rolling Stone” zaznaczył, że utwór charakteryzuje się przede wszystkim drżącym i migoczącym riffem gitarowym, uzyskanym z efektu gitarowego wah-wah oraz zniekształconym wokalem Staleya w zwrotkach. Jon Pareles z dziennika „The New York Times” zwrócił uwagę na fakt, że „tekst zawiera odniesienia do dziennikarzy tworzących plotki na temat grupy. Można to wywnioskować po wersie: «What you may have heard and what you think you know»”. Krzysztof Celiński na łamach „Tylko Rocka” podkreślił: „Otwierający płytę, obrazowo zatytułowany utwór «Grind», to niejako powrót do metalowych korzeni. Potężne brzmienie, oparte na super prostym riffie, zderza się z chaotyczną «kaczkowatą» gitarą”.

### Komercyjny
21 października 1995 singel zadebiutował na 38. pozycji notowania Album Rock Tracks. 25 listopada „Grind” uplasował się na 7. lokacie, na której utrzymał się przez trzy tygodnie. Łącznie w zestawieniu spędził szesnaście tygodni. 28 października kompozycja zadebiutowała na 21. miejscu listy Modern Rock Tracks. 18 listopada dotarła do 18. pozycji. W sumie notowana był przez trzynaście tygodni. Na listach w Kanadzie utwór dotarł odpowiednio do 3. lokaty zestawienia RPM Alternative 30 i 53. RPM 100 Hit Tracks. W Wielkiej Brytanii singel uplasował się na 23. pozycji oraz osiągnął najwyższą lokatę notowania Official Rock & Metal Singles Chart Top 40, przygotowywaną przez Official Charts Company (OCC). Utwór Alice in Chains został odnotowany również w Australii (77. miejsce).

### Nagrody i nominacje
28 lutego 1996, podczas gali w Shrine Auditorium w Los Angeles, „Grind” został wyróżniony nominacją do nagrody Grammy w kategorii Best Hard Rock Performance.
| Rok  | Nagroda        | Kategoria                  | Odbiorcy i nominowani | Wynik     | Źródło |
| ---- | -------------- | -------------------------- | --------------------- | --------- | ------ |
| 1996 | Nagroda Grammy | Best Hard Rock Performance | „Grind”               | Nominacja | [ 32 ] |

### Wykorzystanie utworu
12 stycznia 2010 „Grind”, wraz z utworem „No Excuses” z minialbumu Jar of Flies (1994), został wydany jako zawartość do pobrania dla muzycznej gry komputerowej Rock Band.

### Zestawienia
W 1995 „Grind” został sklasyfikowany na 88. pozycji w rankingu „100 najlepszych utworów 1995 roku”, przygotowanym przez australijską rozgłośnię radiową Triple J. Dekadę później magazyn „Spin” zamieścił kompozycję Alice in Chains na 60. lokacie w rankingu „95 najlepszych utworów rocka alternatywnego 1995 roku”.
| Rok  | Tytuł                                                   | Publikacja | Pozycja | Źródło |
| ---- | ------------------------------------------------------- | ---------- | ------- | ------ |
| 1995 | „100 najlepszych utworów 1995 roku”                     | Triple J   | 88      | [ 34 ] |
| 2015 | „95 najlepszych utworów rocka alternatywnego 1995 roku” | „Spin”     | 60      | [ 35 ] |

## Utwór na koncertach
Premiera koncertowa utworu odbyła się 25 września 2006 w Marquee Theatre w Tempe, w ramach trasy koncertowej Finish What we Started Tour. W 2007 „Grind” prezentowany był podczas 2007 North American Tour. W 2010 kompozycja pojawiała się na koncertach w trakcie trwania Black Gives Way to Blue Tour i Blackdiamondskye. W latach 2013–2019 utwór wchodził w skład koncertowych setlist w ramach The Devil Put Dinosaurs Here Tour, 2015 North American Tour i Rainier Fog Tour.

## Lista utworów na singlu
singel CD (CSK 7444):
| Nr | Tytuł utworu | Autorzy        | Długość |
| -- | ------------ | -------------- | ------- |
| 1. | „Grind”      | Jerry Cantrell | 4:45    |

singel CD (662554 2):
| Nr | Tytuł utworu       | Autorzy                                | Długość |
| -- | ------------------ | -------------------------------------- | ------- |
| 1. | „Grind”            | Cantrell                               | 4:45    |
| 2. | „So Close”         | Layne Staley • Cantrell • Sean Kinney  | 2:45    |
| 3. | „Nutshell”         | Staley • Cantrell • Mike Inez • Kinney | 4:19    |
| 4. | „Love, Hate, Love” | Staley • Cantrell                      | 6:26    |
|    |                    |                                        | 18:15   |

singel CD (UK – 662623 2):
| Nr | Tytuł utworu       | Autorzy                           | Długość |
| -- | ------------------ | --------------------------------- | ------- |
| 1. | „Grind”            | Cantrell                          | 4:45    |
| 2. | „Them Bones”       | Cantrell                          | 2:30    |
| 3. | „Love, Hate, Love” | Staley • Cantrell                 | 6:26    |
| 4. | „Nutshell”         | Staley • Cantrell • Inez • Kinney | 4:19    |
|    |                    |                                   | 18:00   |

singel CD (UK – 662554 1):
| Nr | Tytuł utworu | Autorzy                           | Długość |
| -- | ------------ | --------------------------------- | ------- |
| 1. | „Grind”      | Cantrell                          | 4:45    |
| 2. | „Nutshell”   | Staley • Cantrell • Inez • Kinney | 4:19    |
|    |              |                                   | 9:04    |

winyl 7” (38-78176):
Strona A:
| Nr | Tytuł utworu | Autorzy  | Długość |
| -- | ------------ | -------- | ------- |
| 1. | „Grind”      | Cantrell | 4:45    |

Strona B:
| Nr | Tytuł utworu | Autorzy                           | Długość |
| -- | ------------ | --------------------------------- | ------- |
| 1. | „Nutshell”   | Staley • Cantrell • Inez • Kinney | 4:19    |

kaseta (662623 4, 01-662623-35):
Strona A:
| Nr | Tytuł utworu | Autorzy                           | Długość |
| -- | ------------ | --------------------------------- | ------- |
| 1. | „Grind”      | Cantrell                          | 4:45    |
| 2. | „Nutshell”   | Staley • Cantrell • Inez • Kinney | 4:19    |
|    |              |                                   | 9:04    |

Strona B:
| Nr | Tytuł utworu | Autorzy                           | Długość |
| -- | ------------ | --------------------------------- | ------- |
| 1. | „Grind”      | Cantrell                          | 4:45    |
| 2. | „Nutshell”   | Staley • Cantrell • Inez • Kinney | 4:19    |
|    |              |                                   | 9:04    |

## Personel
Opracowano na podstawie materiału źródłowego:
|  | Alice in Chains - Layne Staley – wokal wspierający - Jerry Cantrell – śpiew, gitara rytmiczna, gitara prowadząca - Mike Inez – gitara basowa - Sean Kinney – perkusja | Produkcja - Producent muzyczny: Toby Wright - Inżynier dźwięku: Toby Wright, Tom Nellen - Mastering: Stephen Marcussen w Marcussen Mastering Studio, Hollywood - Miksowanie: Toby Wright w Electric Lady Studios, Nowy Jork, asystent: John Seymour |

## Notowania
| Lista (1995–1996)                                            | Pozycja |
| ------------------------------------------------------------ | ------- |
| Album Rock Tracks (Stany Zjednoczone)                        | 7       |
| European Hot 100 (Europa)                                    | 70      |
| Modern Rock Tracks (Stany Zjednoczone)                       | 18      |
| Official Rock & Metal Singles Chart Top 40 (Wielka Brytania) | 1       |
| Official Singles Chart Top 100 (Wielka Brytania)             | 23      |
| RPM Alternative 30 (Kanada)                                  | 3       |
| RPM 100 Hit Tracks (Kanada)                                  | 53      |
| Top 50 Singles (Australia)                                   | 77      |